# Protozetes digitifer
Protozetes digitifer är en kvalsterart som beskrevs av Sandór Mahunka 1985. Protozetes digitifer ingår i släktet Protozetes och familjen Microzetidae.

## Underarter
Arten delas in i följande underarter:
- P. d. digitifer
- P. d. alticola